# 草酸镥
草酸镥是镥的草酸盐，化学式为Lu2(C2O4)3，存在二水合物、六水合物和十水合物。它的十水合物受热分解得到二水合物，继续加热得到氧化镥，并放出一氧化碳和二氧化碳。它和盐酸反应得到H[Lu(C2O4)2]·6H2O。